# Balneario Iporá
Balneario Iporá ou Iporá est une ville et une station balnéaire de l'Uruguay située dans le département de Tacuarembó. Sa population est de 99 habitants.

## Population
| Année | Population |
| ----- | ---------- |
| 1963  | –          |
| 1975  | –          |
| 1985  | –          |
| 1996  | 102        |
| 2004  | 99         |

Référence,:

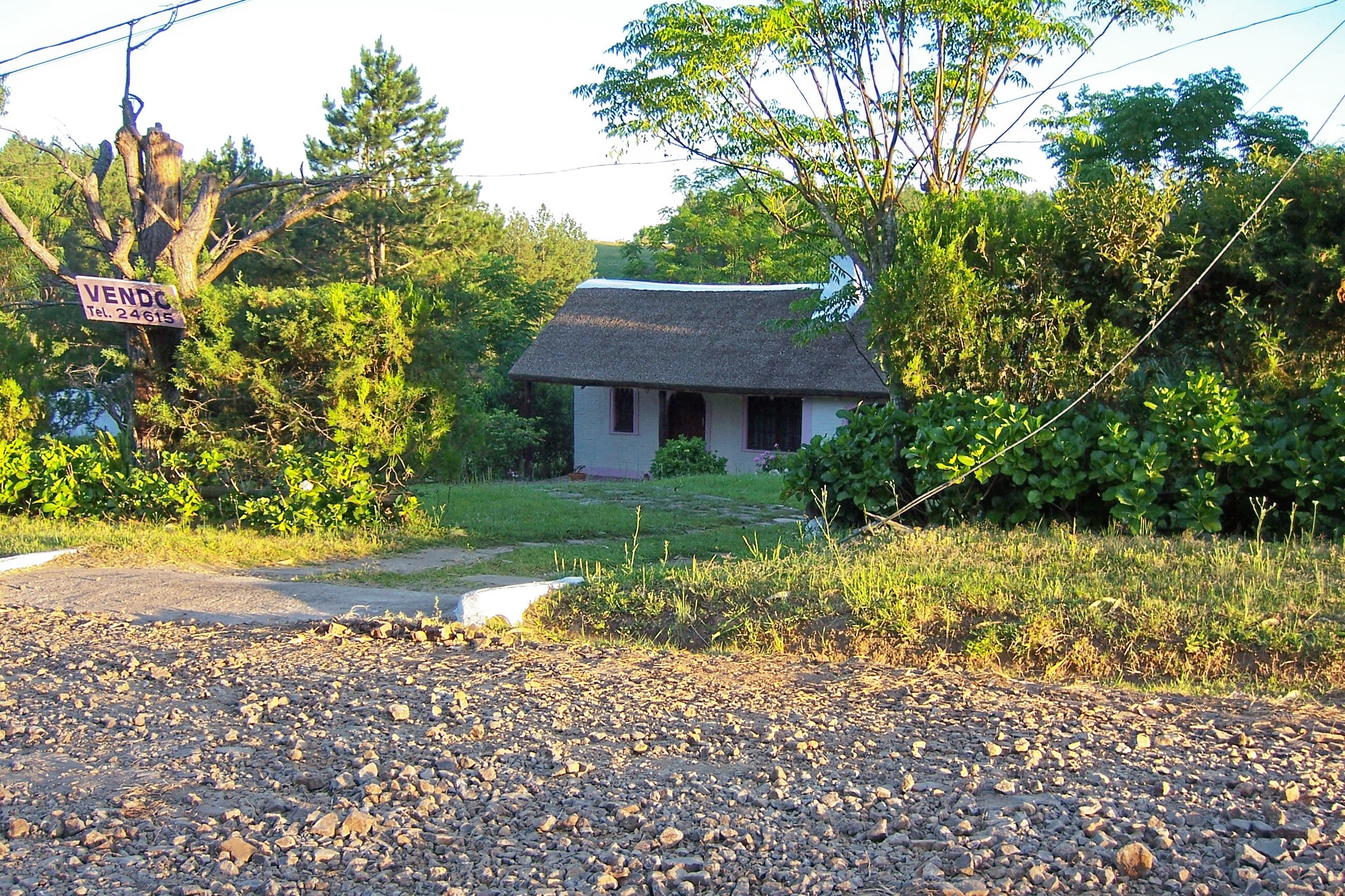
Maison à Iporá
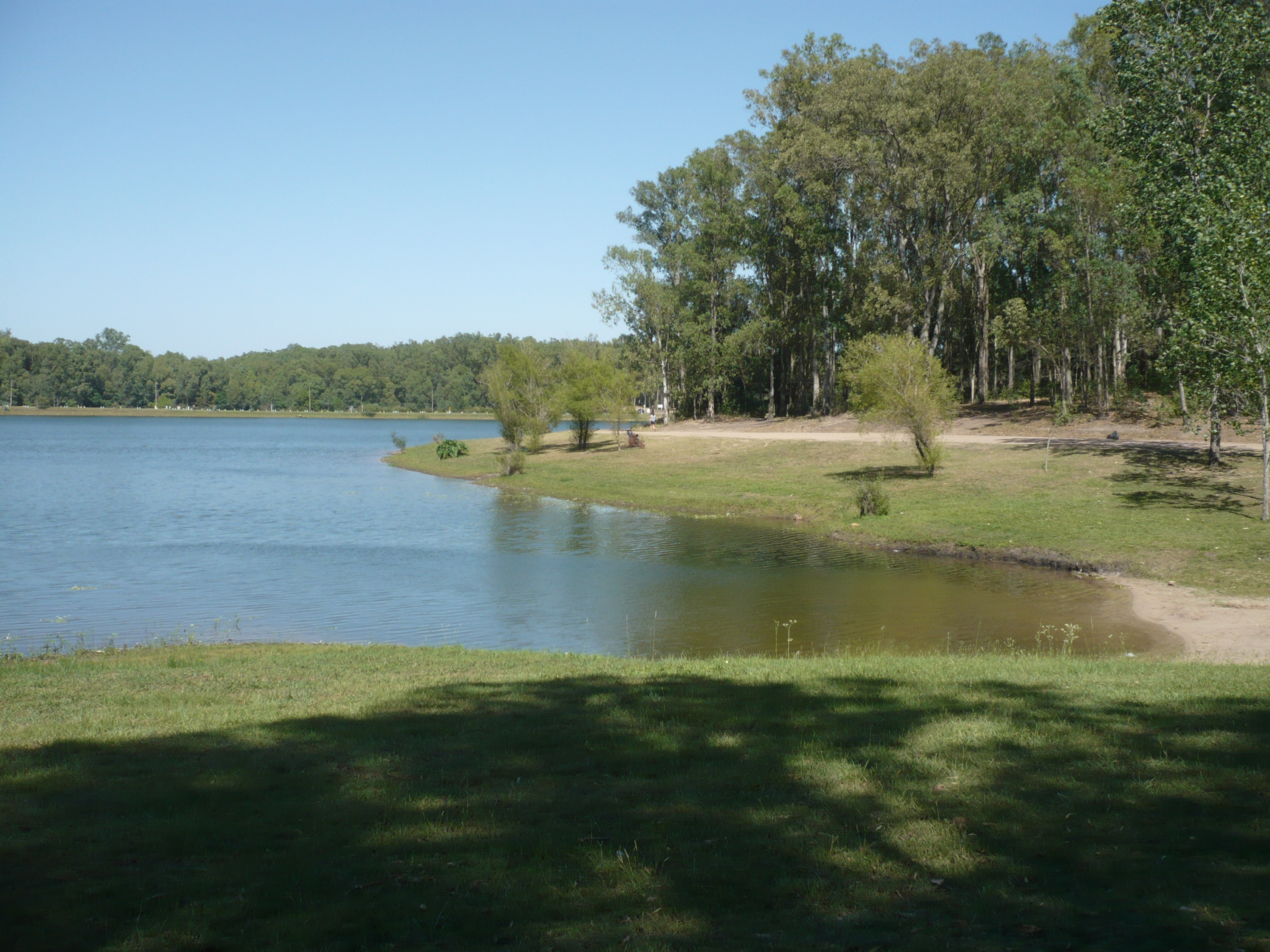
Lac artificiel à Iporá